# Ölbő-Alsószeleste vasútállomás
Ölbő-Alsószeleste vasútállomás egy Vas vármegyei vasútállomás, Ölbő településen, a GYSEV üzemeltetésében.
Külterületek közt helyezkedik el, a község nyugati határszéle közelében, a központjától csaknem másfél kilométerre, a másik névadótól, Szeleste Alsószeleste településrészétől hasonló távolságra keletre. Közúti elérését a két falut összekötő 8446-os útból kiágazó 84 329-es számú mellékút biztosítja.

## Vasútvonalak
Az állomást az alábbi vasútvonalak érintik:
- Hegyeshalom–Porpác-vasútvonal

## Kapcsolódó állomások
A vasútállomáshoz az alábbi állomások vannak a legközelebb:
- Porpác vasútállomás (Hegyeshalom–Porpác-vasútvonal)
- Pósfa megállóhely (Hegyeshalom–Porpác-vasútvonal)

## Forgalom
| Járat        | Útvonal | Gyakoriság                                       |
| ------------ | --- | ------------------------------------------------ |
| személyvonat | Szombathely – Vép – Porpác – Ölbő-Alsószeleste – Pósfa – Hegyfalu – Vasegerszeg – Vámoscsalád – Répcelak – Csánig (– Dénesfa) – Beled – Vica (– Páli-Vadosfa) – Magyarkeresztúr-Zsebeháza – Szil-Sopronnémeti – Csorna                                                                       | Kb. 2-4 óránként                                 |
| személyvonat | Szombathely – Vép – Porpác – Ölbő-Alsószeleste – Pósfa – Hegyfalu – Vasegerszeg – Vámoscsalád – Répcelak – Csánig (← Dénesfa) – Beled – Vica (← Páli-Vadosfa) – Magyarkeresztúr-Zsebeháza – Szil-Sopronnémeti – Csorna – Bősárkány – Hanságliget – Jánossomorja – Mosonszolnok – Hegyeshalom | Napi 1 Hegyeshalom felé, napi 4 Szombathely felé |

## Képgaléria

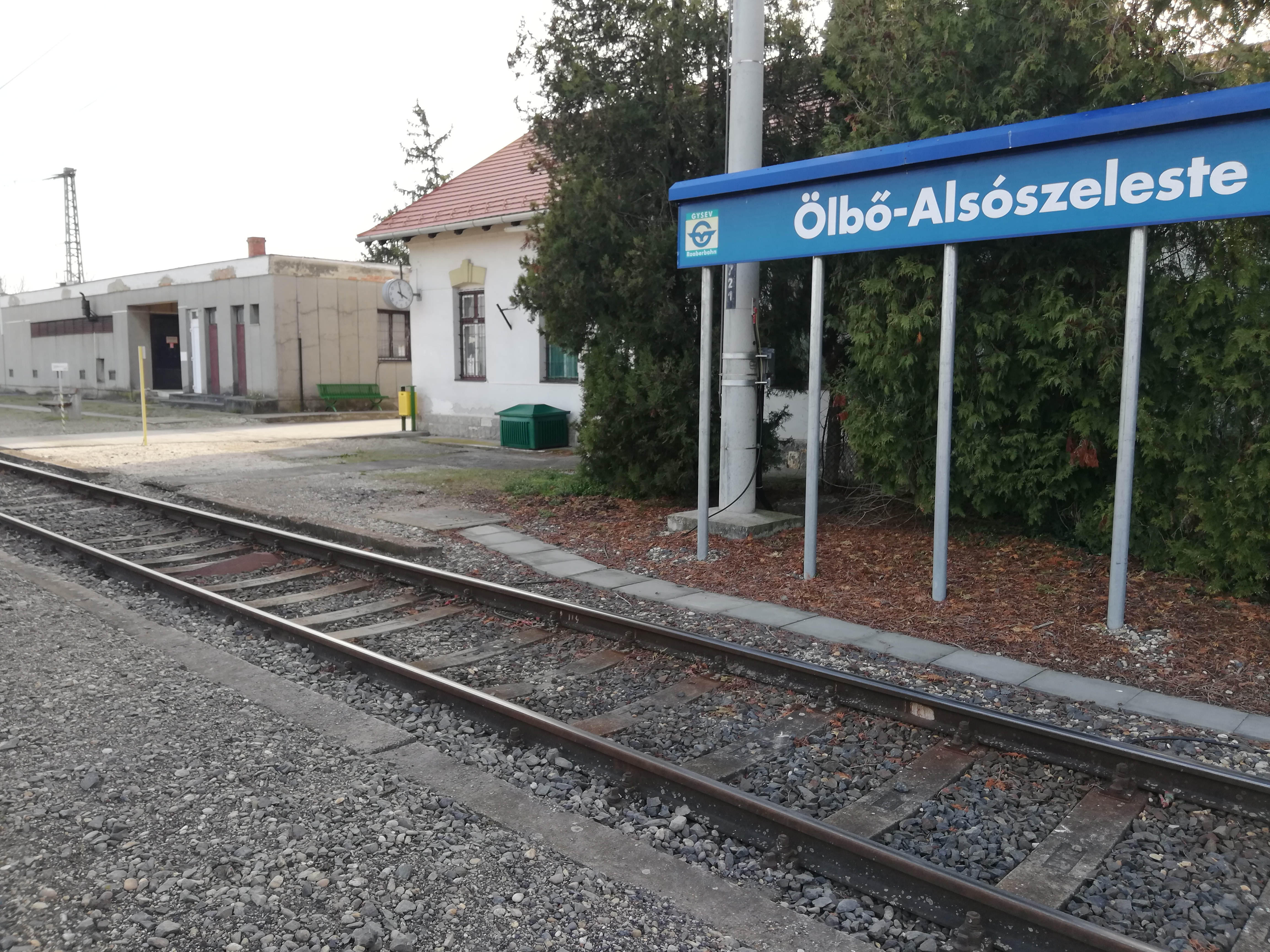
Az állomás a vágányok felől nézve
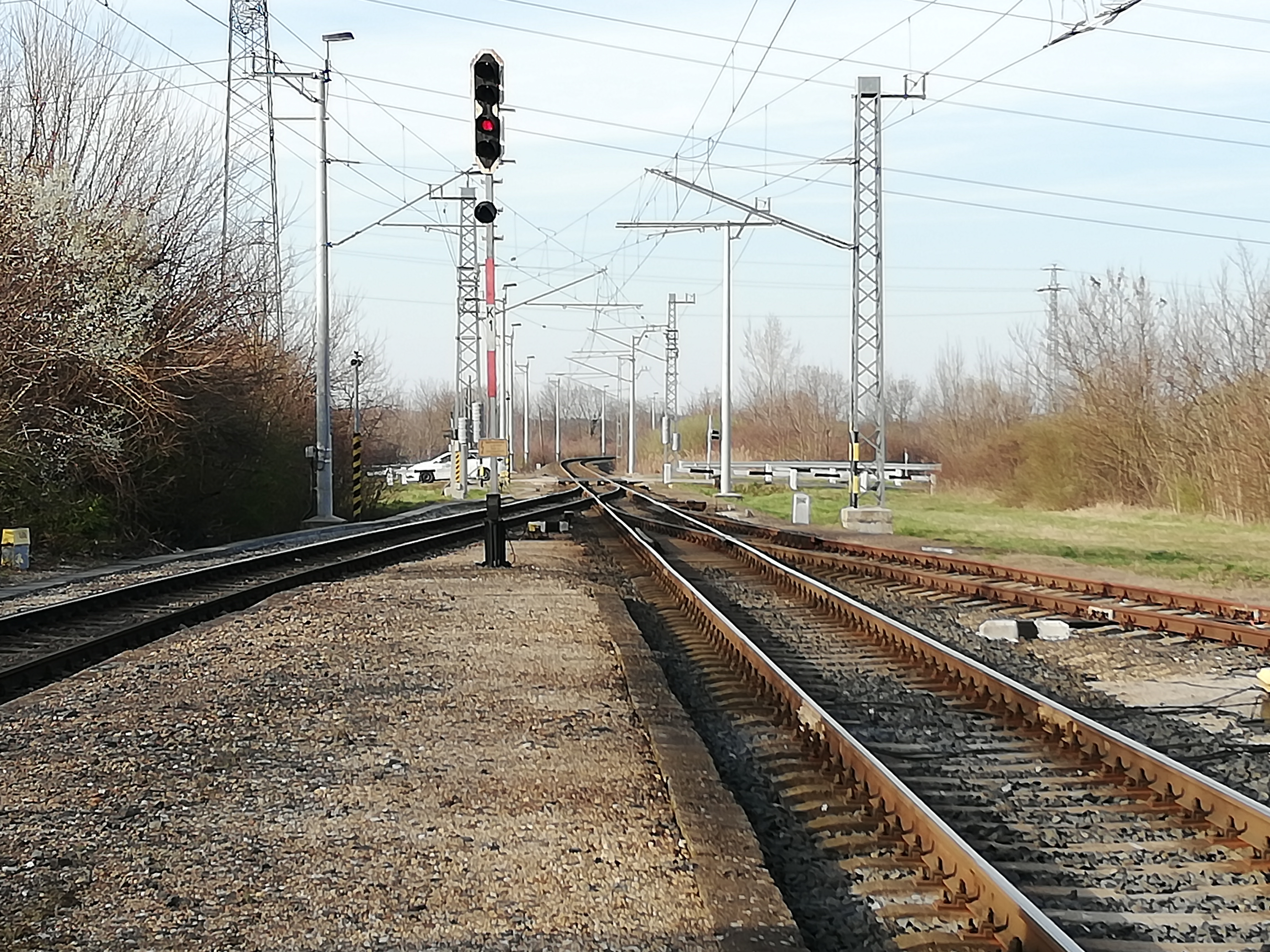
Kijárati oldala Répcelak felé nézve
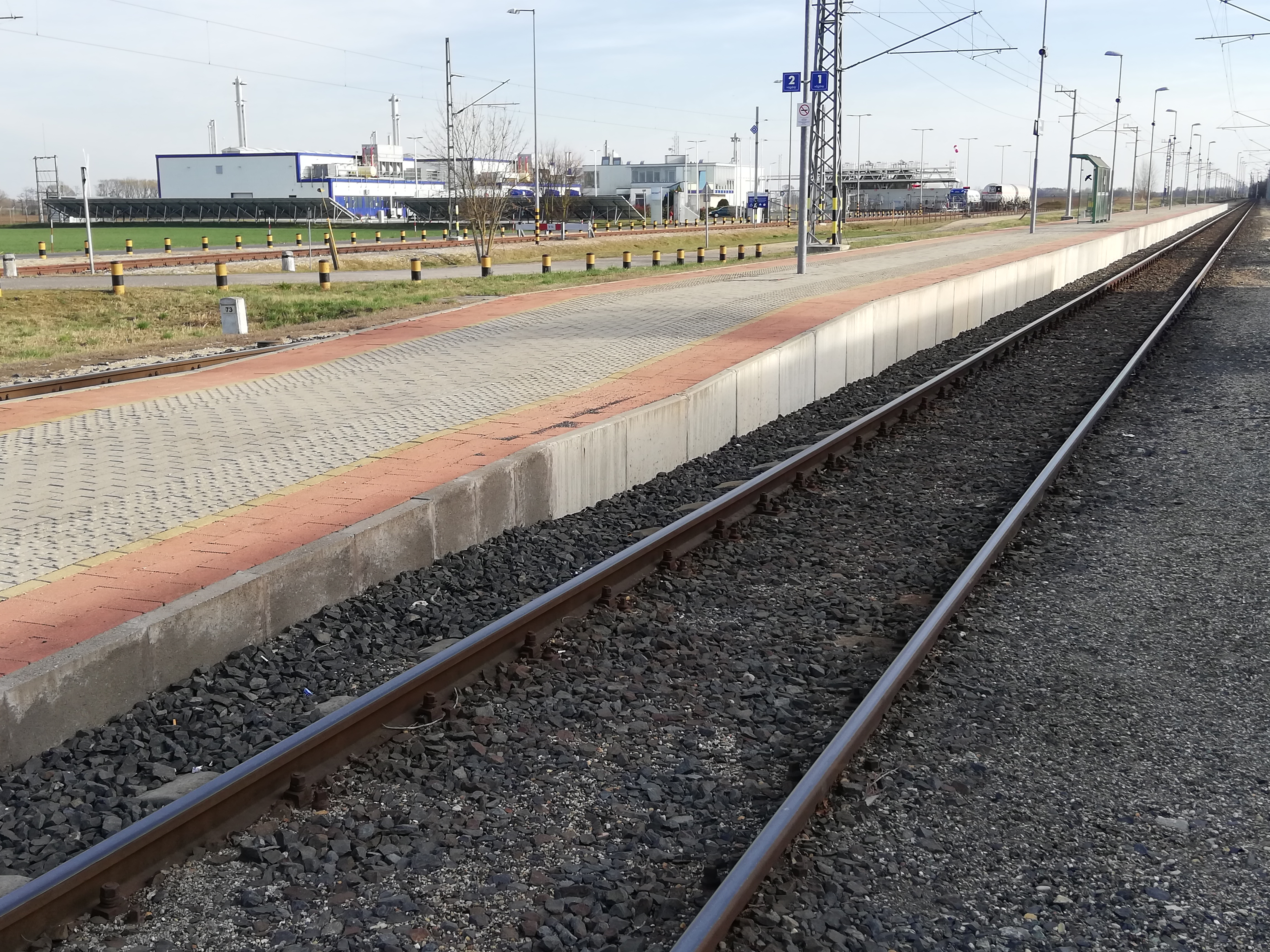
Utasforgalmi peronja és vágányai Porpác felé nézve
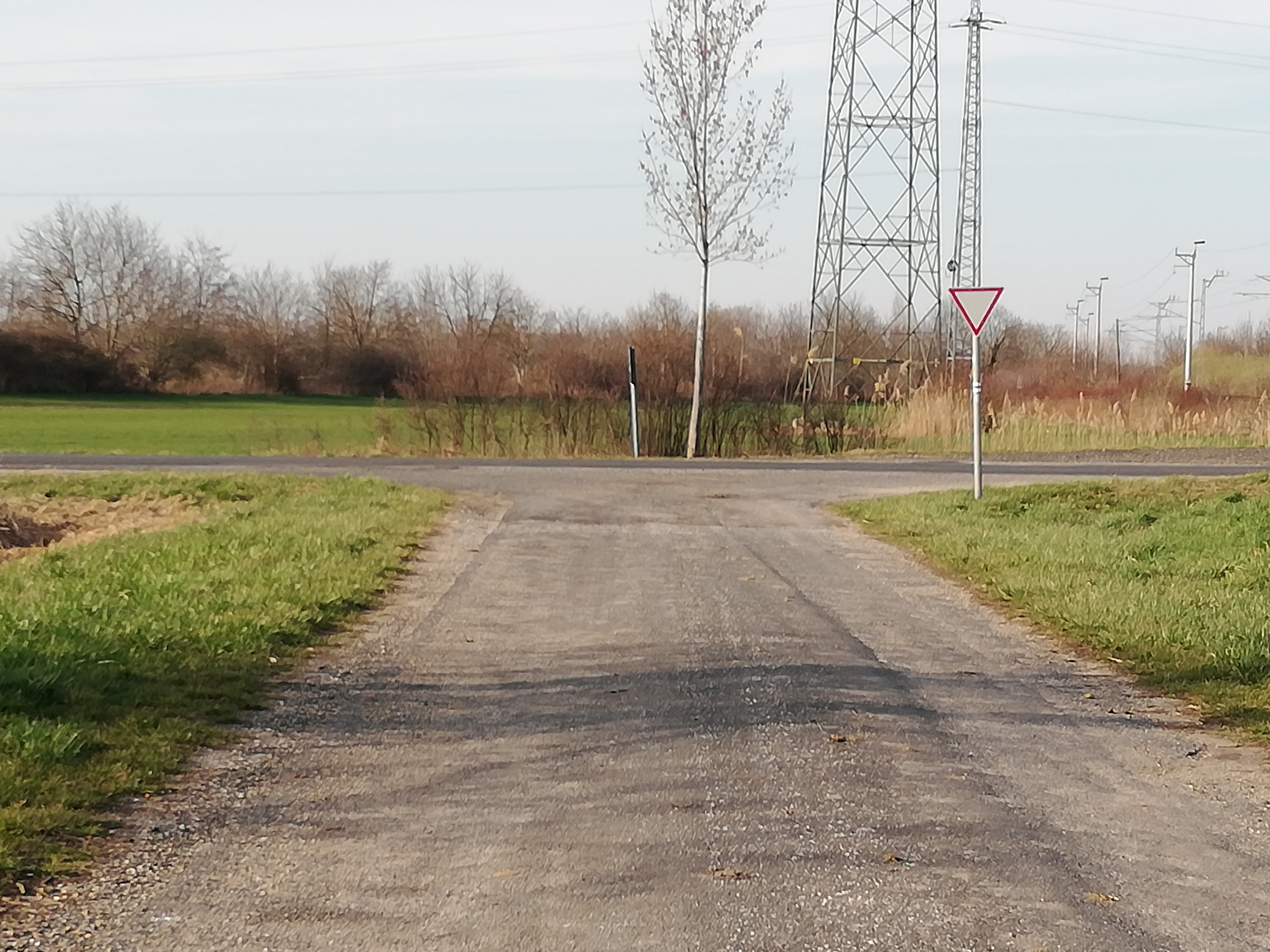
Az állomás bejárati útjának (84 329-es számú mellékút) becsatlakozása a 8446-os útba